# Joseph-Henri-Charles Muller
Joseph-Henri-Charles Muller (Halle, 22 augustus 1803 - Brussel, 16 februari 1888) was een Belgisch politicus en notaris.

## Levensloop
Hij was een zoon van Pierre Charles Joseph Muller en Marie Pauline Alexandrine Giblet. Hij trouwde met Catherine Josephine Henriette Emelie Reghem.
Muller was van 1844 tot 1848 burgemeester van Halle, eerder was hij ook schepen onder zijn voorgangers Gregoire-Joseph Blondeau en Hyacinthe Theodore Hannecart.
Tijdens de inauguratie van Spoorlijn 96 tussen Brussel en Tubeke in 1840 tekende hij bezwaar aan tegen de spoorweg bij de toenmalige minister van openbare werken en bij koning Leopold I van België.
Beroepshalve was hij notaris, initieel te Halle, na zijn burgemeesterschap verhuisde hij zijn praktijk naar Brussel.
Hij was een kleinzoon van Simon-Joseph Giblet, notaris en voormalig burgemeester van Halle.